# Owner of a Lonely Heart
„Owner of a Lonely Heart“ je píseň anglické progresivní rockové skupiny Yes. Vydána byla 8. října roku 1983 jako první singl z její jedenácté desky 90125, jejíž vydání následovalo v listopadu toho roku. Singl se umístil na 28. příčce Britské singlové hitparády. V americké hitparádě časopisu Billboard (Mainstream Rock) se umístil na prvním místě. Autory písně jsou Trevor Rabin, Jon Anderson, Chris Squire a Trevor Horn, přičemž poslední jmenovaný rovněž produkoval její původní nahrávku. K písni byl rovněž natočen videoklip, jehož režisérem byl Storm Thorgerson.